# Kennzahlmethode
Im Rahmen der Personalbedarfsplanung ist die Kennzahlmethode/Kennzahlen-Methode ein (primär) vergangenheitsorientiertes Verfahren zur Ermittlung des quantitativen Personalbedarfs.
Dabei wird davon ausgegangen, dass stabile Beziehungen zwischen dem Personalbedarf und seinen Bezugsgrößen bestehen.
Als Determinanten kommen zum Beispiel in Betracht:
- Arbeitsproduktivität (Produktionsmenge / Beschäftigtenzahl – eine häufig verwendete Kennzahl),
- Umsatz je Mitarbeiter pro Monat,
- Anzahl der Kunden und
- Anzahl der Kundenaufträge.

Der benötigte Personalbedarf wird in drei Schritten ermittelt:
1. Ermittlung der Kennzahl für den Personalbedarf je Vorgang,
2. Prognose der Vorgangsmengen und
3. Ermittlung des Personalbedarfes durch Multiplikation der jeweiligen Kennzahl mit der entsprechenden Vorgangsmenge.

## Beispiel
Der erwartete Arbeitsanfall ergibt sich in der Regel aus dem Absatz- oder dem Produktionsplan. Aufgrund der darin enthaltenen Mengen ermittelt die Arbeitsvorbereitung die Produktionszeit pro Mengeneinheit. Die benötigte Gesamtzeit ergibt sich aus der Multiplikation der Menge mit der Produktionszeit pro Stück. Diese wird durch die durchschnittliche Arbeitszeit eines Mitarbeiters pro Monat dividiert. Zusätzlich müssen urlaubs-, krankheitsbedingte und andere Ausfallzeiten durch einen Ausfallzuschlag (Verteilungszuschlag) addiert werden.
Ein Unternehmen plant die Produktion von 900 Einheiten. Pro Einheit wurde eine Produktionszeit von 8 Stunden ermittelt. Die durchschnittliche monatliche Arbeitszeit pro Mitarbeiter beträgt 155 Stunden. Für urlaubs-, krankheits- oder maschinenausfallbedingte Zeiten wird ein Ausfallzuschlag von 14 % festgelegt.
```
Personalbedarf = (900 * 8) / 155 = 46,45 Mitarbeiter
Zuschlag 14 % = 46,45 / 100 * 14 = 6,50 Mitarbeiter
Gesamtbedarf = 46,45 + 6,50 = 52,95 Mitarbeiter = 100 % + 14 % = 114 %
```

Dieser Soll-Bedarf wird nun mit dem Ist-Bestand verglichen:
| Soll-Bestand                | 53 Mitarbeiter |
| - Ist-Bestand               | 49 Mitarbeiter |
| + Abgänge (Wehrdienst usw.) | 6 Mitarbeiter  |
| - Zugänge                   | 5 Mitarbeiter  |
| = Über- oder Unterdeckung   | 5 Mitarbeiter  |